# ان د ار
تلویزیون آلمانی ان د ار (به انگلیسی: NDR Fernsehen) یکی از زیرمجموعه‌های تلویزیون ملی آلمان است.

## پیشینه و وابستگی سازمانی
شبکه تلویزیونی ان د ار یکی از بخش‌های هفتگانه تلویزیون ملی آلمان آ.ار.د است که به عنوان بزرگترین بنگاه خبرپراکنیِ همگانی در جهان شناخته می‌شود که تعداد کارکنانش ۲۲٬۶۵۵ نفر و بودجهٔ سالیانهٔ آن به بیش از ۶٫۹ میلیارد یورو بالغ می‌شود. شبکه ان د ار چهار ایالت شمالی آلمان از جمله هامبورگ، نیدرزاکسن مکلنبورگ-فورپومرن و شلسویگ-هولشتاین را پوشش می‌دهد.
این شبکه در ۴ ژانویه ۱۹۶۵ ابتدا با نام شمال سه آغاز به کار کرد و در سال ۱۹۹۲ پس از فروپاشی دولت شرق آلمان و جدا شدن بخش تلویزیون برلین و رادیو برمن و اضافه شدن ایالت مکلنبورگ فورپومرن به آن با نام اختصاری ان د ار شناخته می‌شود و هم‌اکنون در سراسر آلمان و اروپا قابل مشاهده است. 

## برنامه‌ها
برنامه‌های تلویزیون ان د ار بر سه نوع کلی خبر (news)، بلند مدت (feature) (شامل مستندها) و متعامل (interactive) است. بیشتر برنامه‌ها تولید تلویزیون ان د ار هستند و اکثر قریب به اتفاق امور فنی و تولید محتویات برنامه‌های تولیدی تلویزیون ان د ار و به صورت داخلی و توسط کارکنان آن انجام می‌شود.

## برنامه‌های ایالتی و منطقه‌ای ان د ار
برنامه‌های اختصاصی هر ایالت در ساعت مشخصی پخش می‌شود. این برنامه‌های منطقه‌ای شامل موارد زیر هستند.
- ژورنال هامبورگ مربوط به ایالت هامبورگ
- مجله شمال مربوط به ایالت مکلنبورگ-فورپومرن
- نیدرزاکسن ۱۹٫۳۰ مربوط به ایالت نیدرزاکسن
- مجله شلسویگ-هولشتاین مربوط به ایالت شلسویگ-هولشتاین

## برنامه‌های مستند ان د ار
- هفت روز
- ۴۵ دقیقه
- فیلم‌های مستند بلند

## برنامه‌های سیاسی ان د ار
- پانوراما
- پانوراما ۳
- پانوراما گزارشگر
- زپ

## برنامه‌های سرگرمی و کمدی ان د ار
- اکسترا ۳
- مجله فرهنگ

## برنامه‌های دراماتیک ان د ار
- سریال محل جنایت (تات اورت) از سال۱۹۷۰ تا کنون

## برنامه‌سازان ایرانی تلویزیون ان د ار
چند تن از برنامه‌سازان ایرانی شاغل در این تلویزیون عبارت اند از:
- میشل عبدالهی
- خشایار مصطفوی
- انیسه امانی